# Trattato sull'astrolabio
Il Trattato sull'astrolabio, A Treatise on the Astrolabe (ˈtritɪs ɒn ði ˈæstrəˌleɪb) in lingua inglese, è un saggio medievale di Geoffrey Chaucer sull'astrolabio, antico strumento di misura degli angoli celesti. Il saggio risale a circa il 1392 ed è il più antico manuale tecnico conosciuto nella letteratura inglese. Nonostante l'autografo non sia pervenuto, il trattato è sopravvissuto all'interno di circa altri ventidue manoscritti, la maggior parte risalenti comunque al XVI secolo, un centinaio di anni dopo la stesura originale: la conferma della paternità dell'opera inoltre è riscontrabile all'interno del Prologo, ne I racconti di Canterbury.

## L'opera
Il Trattato è considerato da molti studiosi come il maggior lavoro in prosa di Chaucer, quello che benché presenti argomenti tecnici e particolarmente complicati, anche per un moderno lettore, risulta essere comunque chiaro, lineare e riesce ad arrivare in modo diretto ai punti in questione.
L'opera, benché sia il primo saggio così tecnico in lingua inglese, ha scarsa rilevanza letteraria: il Trattato non viene elevato a modello, né tantomeno imitato. L'importanza risiede dunque nei contenuti: ci descrive, infatti, sia com'erano gli strumenti astronomici di allora, sia come si utilizzavano ed esplicitamente anche la cosmologia del XIII secolo. Si delinea quindi, più che come opera importante nella letteratura inglese, come un'opera rilevante nella trattatistica scientifica medioevale.
La struttura generale dell'opera, delineata nel Prologo, è molto semplice e lineare, e consta di cinque sezioni su cinque argomenti. Il testo giunto a noi, però, comprende solo il prologo, la The Firste Partye, la The Seconde Partye e le Supplementary Propositions; si ritiene che quest'ultima parte sia costituita principalmente da annotazioni fatte da autori successivi..

### Il Prologo
Il trattato si apre con una breve introduzione, o prologo, in cui è presente la dedica al piccolo Lewis, di cui è ancora ignota l'identità. Chaucer inizia una breve digressione sulle fonti da cui prende tutte le informazioni, benché egli stesso sia appassionato di astrologia e discreto conoscitore: espone, inoltre, anche il motivo per cui scrive in inglese, più facilmente comprensibile al little Lewis, e non in lingua latina, più complessa e non conosciuta dal ragazzo.

Chaucer dichiara esplicitamente, prima di introdurci nella struttura dell'opera, che il Trattato che ha composto è un sunto di altri trattati più antichi.
(Trattato sull'Astrolabio, Prologo.)
L'autore poi ci spiega come sarà suddiviso il trattato:
1. The Firste Partye: una descrizione dell'astrolabio.
2. The Seconde Partye: una rudimentale spiegazione sull'utilizzo di questo.
3. The Thridde Partye: una serie di tabelle che riportano longitudini, latitudini, inclinazioni, ecc.
4. The Fourthe Partye: una theorike (teoria) sul movimento dei corpi celesti, in particolare una tabella che riporta il vero movimento della luna
5. The Fyfte Partye: un'introduzione al campo dell'astrologia[6].

Tutte le istruzioni però, descritte nella Seconde Partye, sono riproducibili solamente se l'astrolabio utilizzato è come quello descritto da Chaucer nella Firste Partye e calibrando, come aveva fatto l'autore, lo strumento sulle coordinate di Oxford.
(Trattato sull'Astrolabio, Prologo.)

### The Firste Partye
(Trattato sull'astrolabio, La Prima Parte)

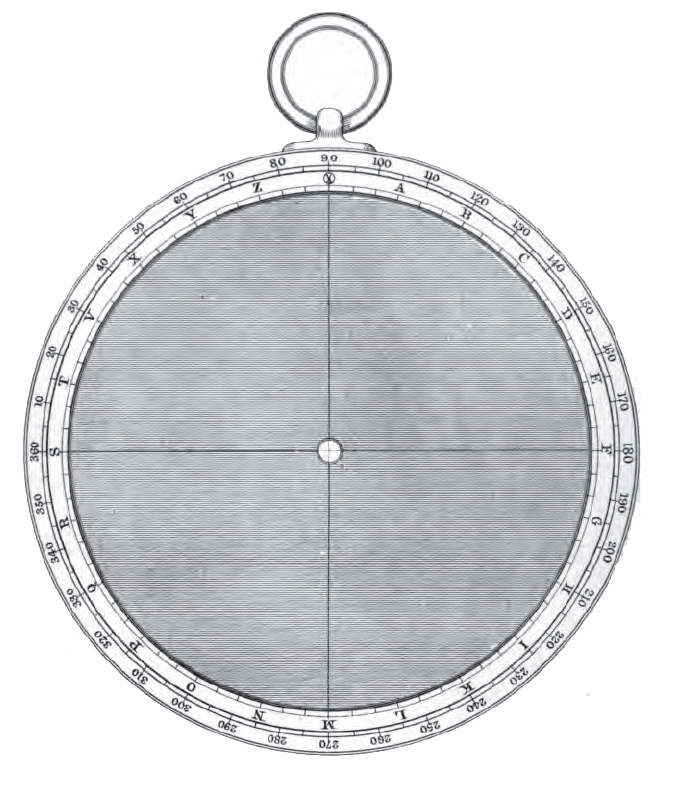
Il primo piatto dell'astrolabio descritto.

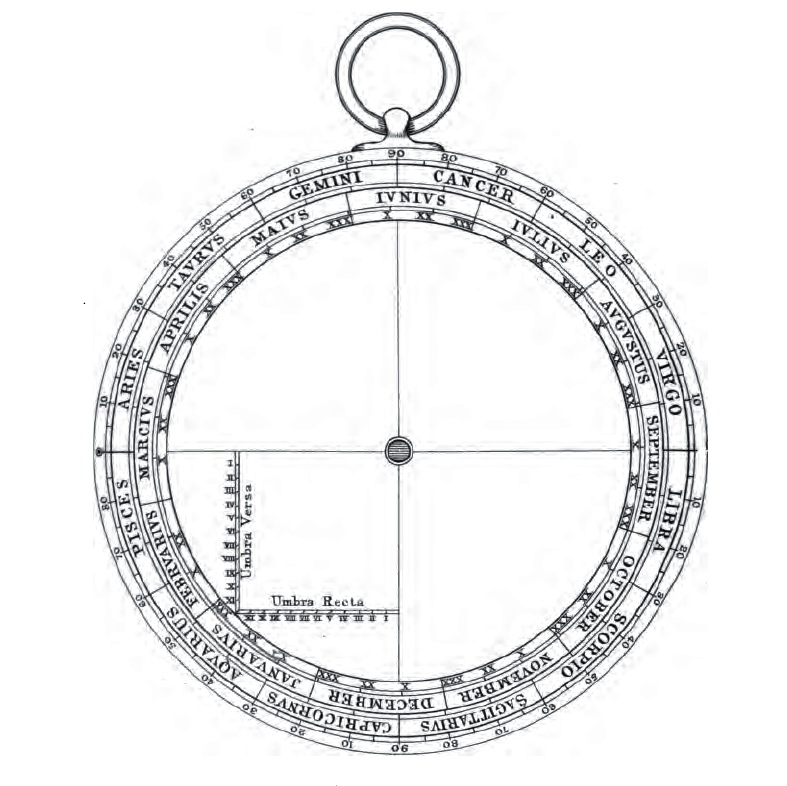
Il secondo piatto dell'astrolabio.

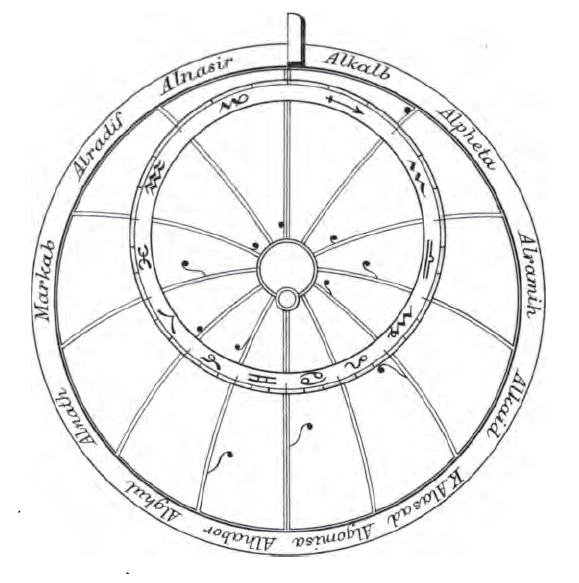
La rete o zodiaco dell'astrolabio.

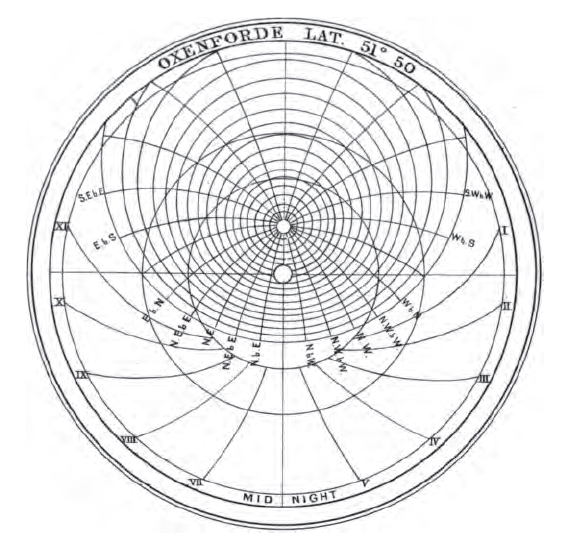
Il piatto sotto la rete dell'astrolabio.

Come ci introduce Chaucer con la prima frase riportata ad inizio parte, inizia la descrizione del tuo astrolabio. Chaucer ci descrive l'astrolabio come una semplice mappa delle sfere celesti a due dimensioni: le stelle più importanti e i cerchi descritti dai pianeti sono proiettati su una lamina di metallo, chiamata rete, sotto la quale si trovano un numero di piatti, utilizzati a seconda delle differenti latitudini. La rete e questi piatti sono inseriti in un contenitore circolare vuoto, il meter. Agganciato nella parte posteriore è presente un righello, chiamato alidade.
Nei cerchi più esterni, come da figura, è presente la suddivisione in segni zodiacali e mesi dell'anno e nel piatto sottostante è presente la divisione in giorni, divisiouns fro 5 to 5: Aries, Taurus, Gemini, Cancer, Leo, Virgo, Libra, Scorpio, Sagittarius, Capricornus, Aquarius, Pisces e più all'interno Januarius, Februarius, Marcius, Aprilis, Maius, Junius, Julius, Augustus, September, October, November, December.
Alla fine di questo capitolo descrittivo, Chaucer conclude introducendo già il capitolo successivo, una serie di conclusioni sull'utilizzo dell'astrolabio.
(Trattato sull'astrolabio, La Prima Parte)

### The Seconde Partye
La seconda parte contiene 39 istruzioni, o conclusioni come le definisce l'autore, sull'utilizzo dell'astrolabio. L'esposizione è per paragrafi: ogni paragrafo ha un titolo che ne riassume la materia trattata.
Prevalentemente una traduzione dall'opera De compositione et utilitate astrolabii dell'astrologo Māshāʾllāh ibn Atharī, questa seconda parte si articola in 39 diversi paragrafi.
Questi insegnamenti variano dal calcolare l'altitudine dei corpi celesti, al trovare l'esatto giorno e l'esatta ora in cui ci si trova; Chaucer insegna a Lewis anche, per esempio, ad orientarsi, trovando i quattro punti cardinali, oppure i concetti dell'astrologia più magica (come l’influenza dei corpi celesti).
In seguito all'elencazione di queste 39 conclusioni, l'opera si conclude dopo il quarantesimo paragrafo con un secco explicit, in cui è presente un rimando al piccolo Lewis.

#### Paragrafi 1-10
1. Per trovare il grado in cui il sole si muove giorno dopo giorno.

2. Per sapere l'altitudine (altezza) del sole o degli altri corpi celesti.

3. Per sapere l'ora del giorno dalla luce del sole, e l'ora della notte dalle stelle fisse, e anche per sapere dalla notte o dal giorno il grado di ogni segno che ascende dall'orizzonte orientale, che è più comunemente chiamato ascendente o ellis horoscopum.

4. Una speciale delucidazione sull'ascendente.

5. Per conoscere la vera equazione del grado del sole quando quello cade tra due almicantarat.

6. Per sapere la nascita dell'alba e la fine della sera, che sono chiamati i due crepuscoli.

7. Per conoscere l'arco del giorno, che alcune persone chiamano il giorno artificiale, da quando il sole sorge fino a quando va a riposo.

8. Per cambiare le ore ineguali in ore eguali.

9. Per conoscere la quantità del giorno volgare, che si vede dalla nascita del giorno fino al calar della notte.

10. Per sapere la quantità di ore che ci sono, uguale per il giorno.

#### Paragrafi 11-20
11. Per conoscere la quantità di ore eguali.

12. Una speciale delucidazione sulle ore dei pianeti.

13. Per conoscere l'altitudine del sole nel mezzo del giorno che è chiamata altitudine meridiana.

14. Per conoscere il grado del sole dalla tua rete, per una sorta di curiosità.

15. Per sapere quale giorno è come a quel giorno uguale per durata.

16. Questo capitolo è una sorta di delucidazione alle conclusioni che seguono.

17. Per conoscere il vero grado di ogni sorta di stella, strana e non strana, secondo la sua longitudine; tuttavia è indeterminato nel piccolo astrolabio, giustamente per la fedeltà che è in grado di conoscere.

### Supplementary Propositions
A seguito della Seconde Partye, è stata tramandata, all'interno dei manoscritti, anche una parte che potremmo definire di approfondimento: vengono, infatti, approfonditi i concetti di umbra recta ed umbra versa, termini che stavano ad indicare l'ombre proiettate da un oggetto verticale, come ad esempio uno gnomone, su un piano, definito come quadrato delle ombre, per determinare l'altezza del sole. Chaucer svolge queste umbrae in tre diversi paragrafi:, il 41. e il 43. per quanto riguarda l'umbrae recta e il 42. per quanto riguarda l’umbrae versa.
Gli ultimi tre paragrafi, quelli compresi tra il 44. e il 46., riguardano, in modo particolare, il cosiddetto mene mote of any planete, quello che oggi definiamo moto medio di un pianeta: Chaucer infatti scrive come calcolare questo moto e come calcolare la variazione da un anno, un mese, un giorno e, perfino, da una smale fraccionis infinite, un infinitesimo.

## I manoscritti delTrattato
La prima edizione del Trattato di cui si ha certa origine e datazione, definita anche come la editio princeps, risale al 1532 e si rifà ad alcuni manoscritti considerati contenenti alcuni piccoli errori, come per esempio la ripetizione di una parte del testo, non necessariamente errata. Gli storici, dunque, dividono in due diverse classi i vari manoscritti, una prima classe, considerati i più antichi, ed una seconda classe, diversa per esempio nell'ordine delle parole dalla prima classe: paradossalmente però, la ricostruzione dell'opera è stata condotta facendo molto uso di manoscritti di seconda classe che, benché alcuni contengano errori grossolani, rimangono l'unica fonte per risalire all'opera, secondo gli studi di A. E. Brae. La versione considerata più attendibile, infatti, è stata ricostruita da A. E. Brae, storico dell'Ottocento, che fa grande uso, oltre all'editio princeps, di due manoscritti di seconda classe, in particolare, quello scritto da Walter Stevins nel 1555, dedicato da lui stesso al conte Edoardo di Devonshire, e del manoscritto catalogato come MS. Sloane 314 al British Museum, anche questo del XV secolo.

### Le parti mancanti
Secondo importanti studi sui manoscritti pervenutici integri, la Thridde Partye del Trattato consisteva prevalentemente in una serie di tabelle: infatti, queste dovrebbero essere state una rielaborazione o una copia di un'opera di Nicola di Linn e John Somer, prima che Chaucer mettesse mano al resto. L'ipotesi più accreditata è la divisione della terza parte in:
1. Tabelle sulla latitudine e longitudine delle stelle, che sono rappresentate sulla rete dell'astrolabio: esempi si possono ritrovare in alcuni manoscritti.
2. Tabelle delle declinazioni del sole, secondo i giorni dell'anno.
3. Tabelle delle longitudini dei paesi e delle città.
4. Tabelle per regolare gli orologi e trovare le altezze meridiane (probabilmente del sole).

Non tutte queste tabelle però sono arrivate integre a noi attraverso i manoscritti: s'ignora il motivo per cui ce ne siano pervenute solo alcune
La Fourthe Partye invece tratta il moto dei corpi celesti e della loro causa: questo, probabilmente, non fu mai scritto, benché ci sia un rimando nella seconda parte del Trattato. Anche questa parte, sempre secondo recenti ipotesi avrebbe dovuto contenere alcune tabelle sulle posizioni della luna, trovate mediante l'uso di un almanacco: alcune tabelle di questo genere, infatti, sono state ritrovate in due diversi manoscritti.
La Fyfte Partye, conteneva alcune regole generali dell'astrologia, tabelle sull'equazione delle case, sulla dignita dei pianeti ed altre ancora: di questa parte si conservano solamente alcune tabelle, come quelle per la latitudine di Toledo.

## IlTrattato
Il Trattato, come l'autore stesso aveva già esposto nel prologo, consisteva prevalentemente in una traduzione di alcuni altri trattati di tipo astronomico. Il XV secolo infatti è ancora caratterizzato da una letteratura colta in lingua latina: Chaucer decide quindi di elaborare, a partire da questi testi latini, un trattato nella lingua del tempo più facilmente comprensibile al piccolo Lewis, destinatario dell'opera di cui ancora non si è stabilita l'identità.

### Le fonti delTrattato

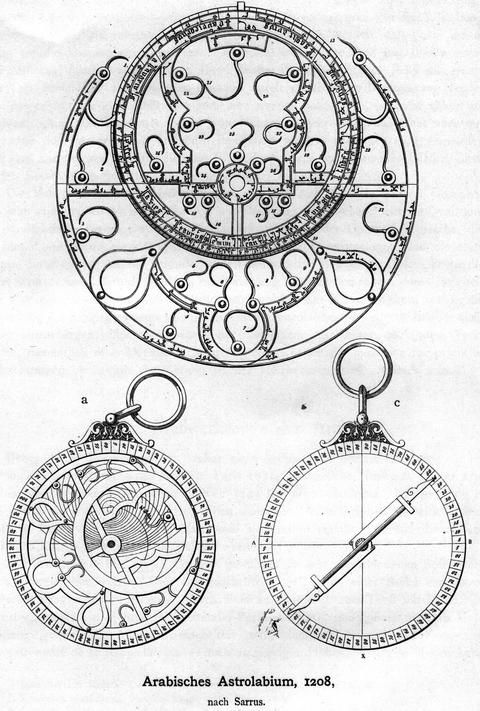
Un astrolabio persiano del 1208

L'astrolabio, come strumento astronomico, era già conosciuto ai tempi della cultura greca e poi nella cultura araba. Gli studi su questo strumento all'epoca di Chaucer, infatti, derivavano da un'antica tradizione di scienziati greci e arabi, che aveva fatto fiorire un ricco corpus letterario riguardo allo strumento: con l'avanzare del tempo queste opere vennero tradotte in latino, lingua della cultura scientifica del dopo impero romano e del medioevo. Chaucer dichiara esplicitamente, nel prologo della sua opera, l'intenzione di rifarsi a trattati in lingua latina, considerati nel medioevo a livello di auctoritas. In merito, però, all'utilizzo di questi trattati, non è stata elaborata alcuna teoria rilevante, se non quella che prevede una tale popolarità dell'opera di Māshāʾllāh ibn Atharī da spingere Chaucer a considerarla la più completa opera del tempo.
Secondo studi di John Reidy, Chaucer ri-elaborò principalmente due testi: il Tractatus de Sphaera di Giovanni Sacrobosco, del XIII secolo, che caratterizza particolarmente le basi astronomico-astrologiche dell'opera da cui Chaucer si muove; il De compositione et utilitate astrolabii dell'astrologo Māshāʾllāh ibn Atharī, da cui Chaucer prende numerosi spunti per quanto concerne la Firste Partye e risulta particolarmente presente nella Seconde Partye.
Seguendo lo svolgersi del Trattato, infatti, è possibile trovare due principali filoni: la descrizione dell'astrolabio ed il suo uso. Così viene anche a distinguersi nettamente, anche solo dal titolo, il trattato di Māshāʾllāh ibn Atharī: De compositione [astrolabii], la composizione, e [De] utilitate astrolabii, l'utilizzo.
La prima parte di quest'opera descrive le procedure per costruire un astrolabio e come incidervi sopra tutte le linee necessarie, ma da ciò che traspare in Chaucer, non sembra essere utilizzata come fonte primaria: si parla, infatti, più di una rielaborazione del testo e di aggiunte per meglio chiarire la struttura dello strumento.

Al contrario, invece, la seconda parte, [De] utilitate astrolabii, risulta essere particolarmente presente: è stato, infatti, individuato che ben trentuno paragrafi su quarantatré sono una semplice traduzione letterale dell'opera più antica.

### Il destinatario: Lyte Lowys
La tradizione vuole che il trattato venne scritto per il figlio Lewis, in modo da potergli insegnare l'utilizzo di questo strumento. Recenti studi, però, sostengono che il destinatario del trattato fosse, più probabilmente, Lewis Clifford, figlio di un amico: la morte prematura del giovane, infatti, sarebbe la causa dell'incompletezza dell'opera. Ciò che pare sia certo è che l'opera è stata dedicata ad un ragazzino di dieci anni di nome Lewis.
(Geoffrey Chaucer, Trattato sull'Astrolabio.)
La presenza infatti di entrambi gli appellativi, my sone (figlio mio) e his frend (suo amico) nella dedica dell'opera genera perplessità: ciò di cui si è certi è la dedica ad un ragazzo. Compare infatti ancora un riferimento al piccolo Lewis, a conclusione della Seconde Partye, l'explicit.
(Trattato sull'astrolabio, La Seconda Parte)
A confermare l'ipotesi, della dedica ad un ragazzo, è anche la frase Bred and mylk For Children, aggiunta, non senza un senso ironico da un trascrittore, ad un manoscritto contenente l'opera: si trattano infatti di informazioni adatte ad un pubblico adulto non colto, o meglio, ad un giovane studente.